# Ordenações de D. Duarte
As Ordenações de D. Duarte foram um conjunto de leis criadas durante o reinado de D. Duarte, que foi rei de Portugal entre 1433 e 1438. Elas foram uma continuação das ordenações criadas por seus antecessores, D. Afonso IV e D. Afonso V, e representaram uma evolução das leis portuguesas medievais.
As ordenações foram compiladas por uma comissão de juristas e teólogos, liderada pelo chanceler do reino, Rui Fernandes. O trabalho de compilação durou vários anos e as Ordenações foram finalmente promulgadas em 1446.
As Ordenações de D. Duarte foram divididas em dois livros: o Livro das Leis e o Livro dos Costumes. O Livro das Leis continha as leis escritas, enquanto o Livro dos Costumes continha as leis não escritas, ou seja, as tradições e práticas do reino.
As ordenações foram organizadas de acordo com o método das compilações jurídicas medievais, que consistia em coletar e reunir leis e normas existentes e adicioná-las a um corpo legal. As Ordenações de D. Duarte foram baseadas em várias fontes, incluindo o direito romano, o direito canônico e as leis anteriores de Portugal.

## Principais características
As Ordenações de D. Duarte foram um marco importante no desenvolvimento do sistema legal português. Elas foram a primeira lei portuguesa a estabelecer uma hierarquia clara entre as diferentes fontes de direito, dando prioridade às leis escritas em detrimento das tradições e práticas não escritas.
As Ordenações também introduziram novas leis e regulamentações em várias áreas, como o direito penal, o direito civil e o direito comercial. Algumas das leis mais importantes incluíam a regulamentação do comércio marítimo, a proteção dos direitos dos trabalhadores e a definição de crimes e castigos.
Além disso, as Ordenações estabeleceram um sistema de justiça mais centralizado e eficiente, com tribunais e juízes em todo o país. Elas também enfatizaram a importância da educação jurídica, estabelecendo requisitos rigorosos para os juízes e incentivando a criação de escolas de direito.

## Impacto das Ordenações de D. Duarte
As Ordenações de D. Duarte tiveram um impacto significativo na história de Portugal. Elas ajudaram a unificar o reino, criando um sistema legal comum e consistente em todo o país. Elas também ajudaram a modernizar a economia portuguesa, regulamentando o comércio marítimo e incentivando a criação de novas empresas.
As Ordenações de D. Duarte também foram uma influência importante em outras partes do mundo, particularmente nas colônias portuguesas.